# Allegheny-bjergene
Allegeny-bjergene er en ældre betegnelse for hele bjergkæden Appalacherne. I dag dækker betegnelsen kun et mindre område af 800 km længde fra det centrale Pennsylvania gennem det vestlige Maryland og østlige West Virginia til det sydlige Virginia. Bjergtoppene når op i ca. 1.300 meters højde, og bjergene er beklædt med tæt skov. Der er kun få veje i området.
Allegheny-bjergene danner en naturlig barriere, som forhindrede nybyggerne i at drage vest på. Først da jernbanen kom i det 19. århundrede kunne man for alvor gennemtrænge bjergene.
Under den amerikanske borgerkrig dannede bjergkæden skellet mellem det østlige og det vestlige operationsområde.